# Mansuphantes gladiola
Mansuphantes gladiola es una especie de araña araneomorfa del género Mansuphantes, familia Linyphiidae, orden Araneae. La especie fue descrita científicamente por Simon en 1884.

## Descripción
El prosoma mide aproximadamente 0,8-1,0 milímetros.

## Distribución
Se distribuye por Francia.